# Српска православна црква у Мокрину
Српска православна црква у Мокрину, месту у општини Кикинди, чија изградња започета 1762. године, дограђена је 1835. и 1836. године, убраја се као споменик културе у непокретна културна добра од изузетног значаја.
Црква у Мокрину је посвећена Сабору Светог Архангела Михаила. Саграђена је као једнобродна грађевина изведена у класицистичком духу. Западно прочеље са забатом и китњастим звоником који га надвишава доминира мирним, рашчлањеним линијама. Храм је 1835./1836. године дограђен према западу, изградњом припрате продужен је за 15,5 метара.
Висока барокна олтарска преграда, са дрворезбарским радом рокајних мотива, први је сликарски подухват Теодора Илића Чешљара по доласку са школовања на бечкој Академији. То је уједно и једини у потпуности сачуван Чешљаров иконостас, који као такав представља значајно сведочанство о наступајућим иконографским и ликовним новинама.
Конзерваторски радови су изведени 1969, 1971, 1974, 1980. и 2001. године.